# Người Hà Nội (bài hát)
Người Hà Nội là một bài hát do nhạc sĩ Nguyễn Đình Thi sáng tác. Bài hát ca ngợi Hà Nội và những dấu ấn lịch sử lên con người và thành phố trong thời gian diễn ra cuộc kháng chiến chống Pháp.

## Lịch sử
Nhạc sĩ Nguyễn Đinh Thi sáng tác bài hát này đầu năm 1947, khi cuộc kháng chiến chống Pháp chỉ vừa mới nổ ra được ít ngày, sau khi cả Hà Nội đã lên đường sơ tán theo Lời kêu gọi toàn quốc kháng chiến tháng 12 năm 1946 của Chủ tịch Hồ Chí Minh.
Tên gọi ban đầu là Bài hát của một người Hà Nội. Mặc dù bản thân nhạc sĩ từng thổ lộ ông không được học cao về âm nhạc, bài Người Hà Nội của ông thực sự đòi hỏi ca sĩ trình bày phải có trình độ thanh nhạc tốt bên cạnh một nhạc cảm tốt, cái nhạy bén vốn có trong tâm hồn người Tràng An.
Trong bài hát này, Nguyễn Đình Thi đã có một câu hát nhắc lại nguyên văn câu mở đầu một tác phẩm nổi tiếng của nhạc sĩ Văn Cao. Đó là câu "Đoàn quân Việt Nam đi" của bài Tiến quân ca.
Bài hát này được một số nghệ sĩ trình bày thành công như Lê Dung, Trọng Tấn, Cao Minh và Ánh Tuyết...